# Phyllolabis sequoiensis
Phyllolabis sequoiensis is een tweevleugelige uit de familie steltmuggen (Limoniidae). De soort komt voor in het Nearctisch gebied.